# Преображенське (Благовіщенський район)
Преображе́нське (рос. Преображенское, башк. Преображенский) — присілок (в минулому селище) у складі Благовіщенського району Башкортостану, Росія. Входить до складу Ільїно-Полянської сільської ради.
Населення — 6 осіб (2010; 12 в 2002).
Національний склад:
- росіяни — 92 %